# Will Sasso
William Sasso, född 24 maj 1975 i Ladner, British Columbia, Kanada, är en kanadensisk skådespelare. Han är mest känd som medverkande under fem säsonger i MADtv och för sin roll som Curly i The Three Stooges.

## Filmografi
- 2012 – The Three Stooges